# Tachybaptus novaehollandiae
Tachybaptus novaehollandiae е вид птица от семейство Podicipedidae. Видът е незастрашен от изчезване.

## Разпространение
Разпространен е в Австралия, Индонезия, Нова Каледония, Нова Зеландия, Папуа-Нова Гвинея, Соломоновите острови, Източен Тимор и Вануату.